# Calathea burle-marxii
Calathea burle-marxii är en strimbladsväxtart som beskrevs av H.A.Kenn. Calathea burle-marxii ingår i släktet Calathea och familjen strimbladsväxter. Inga underarter finns listade.

## Bildgalleri

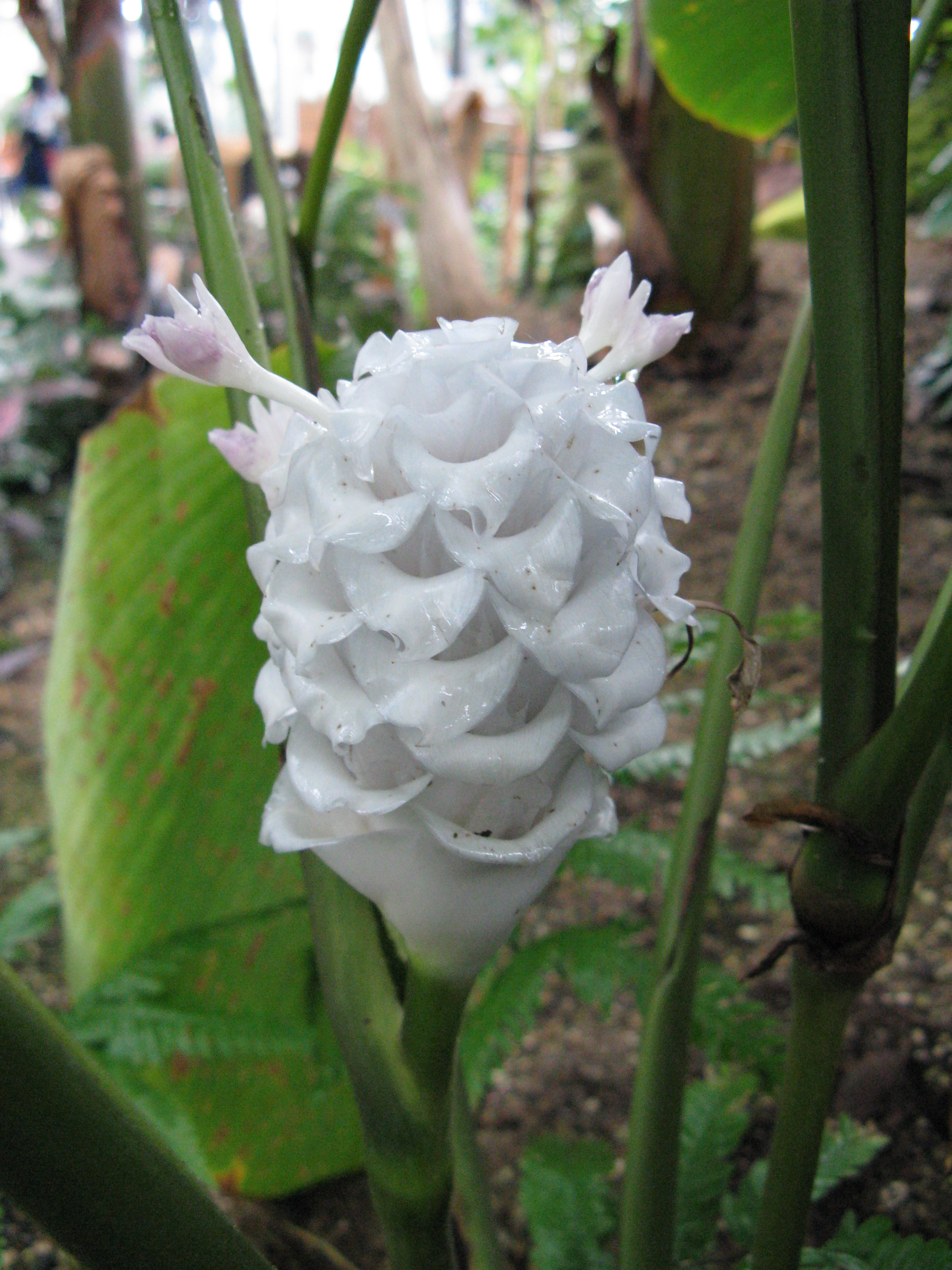
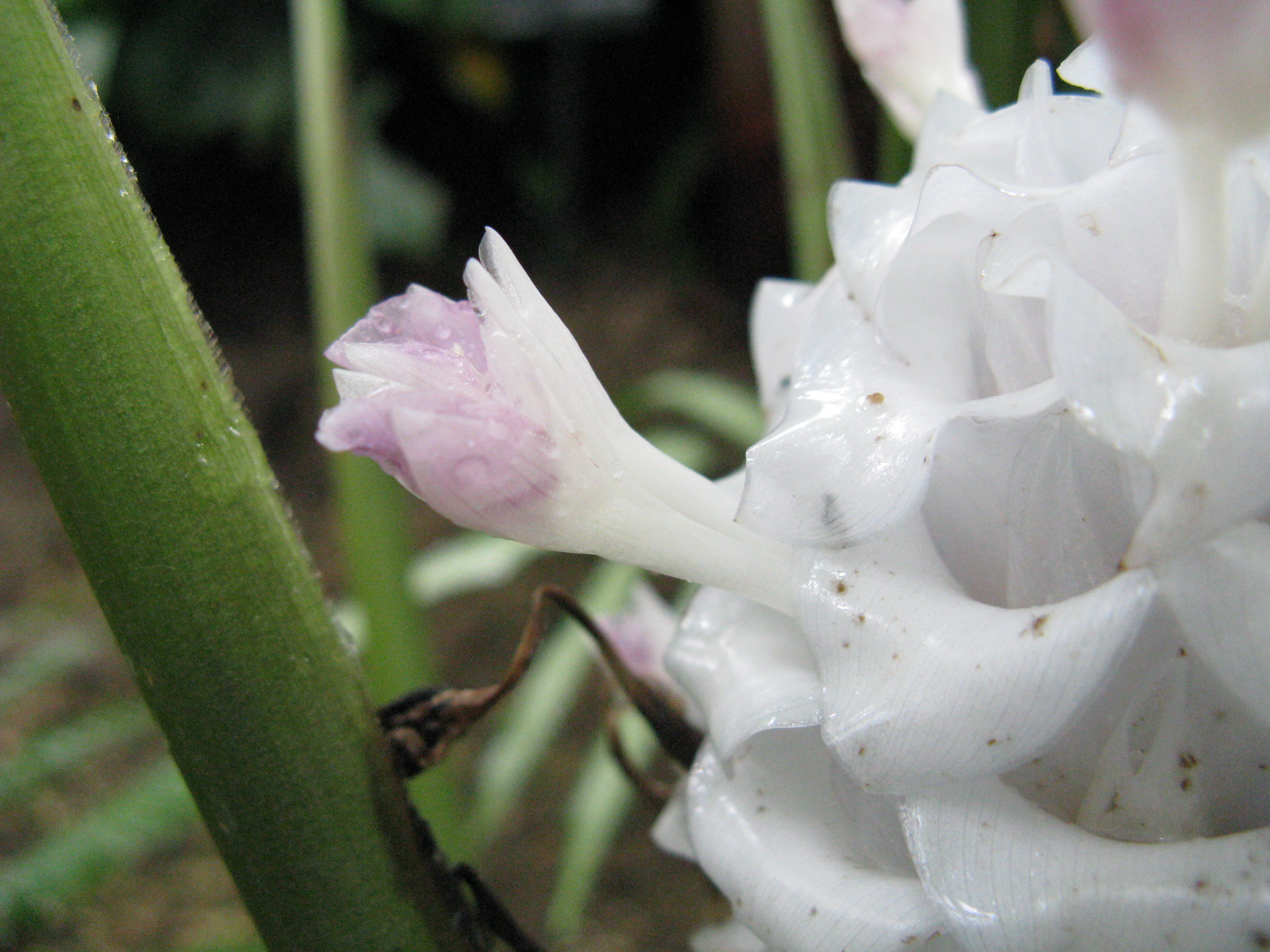
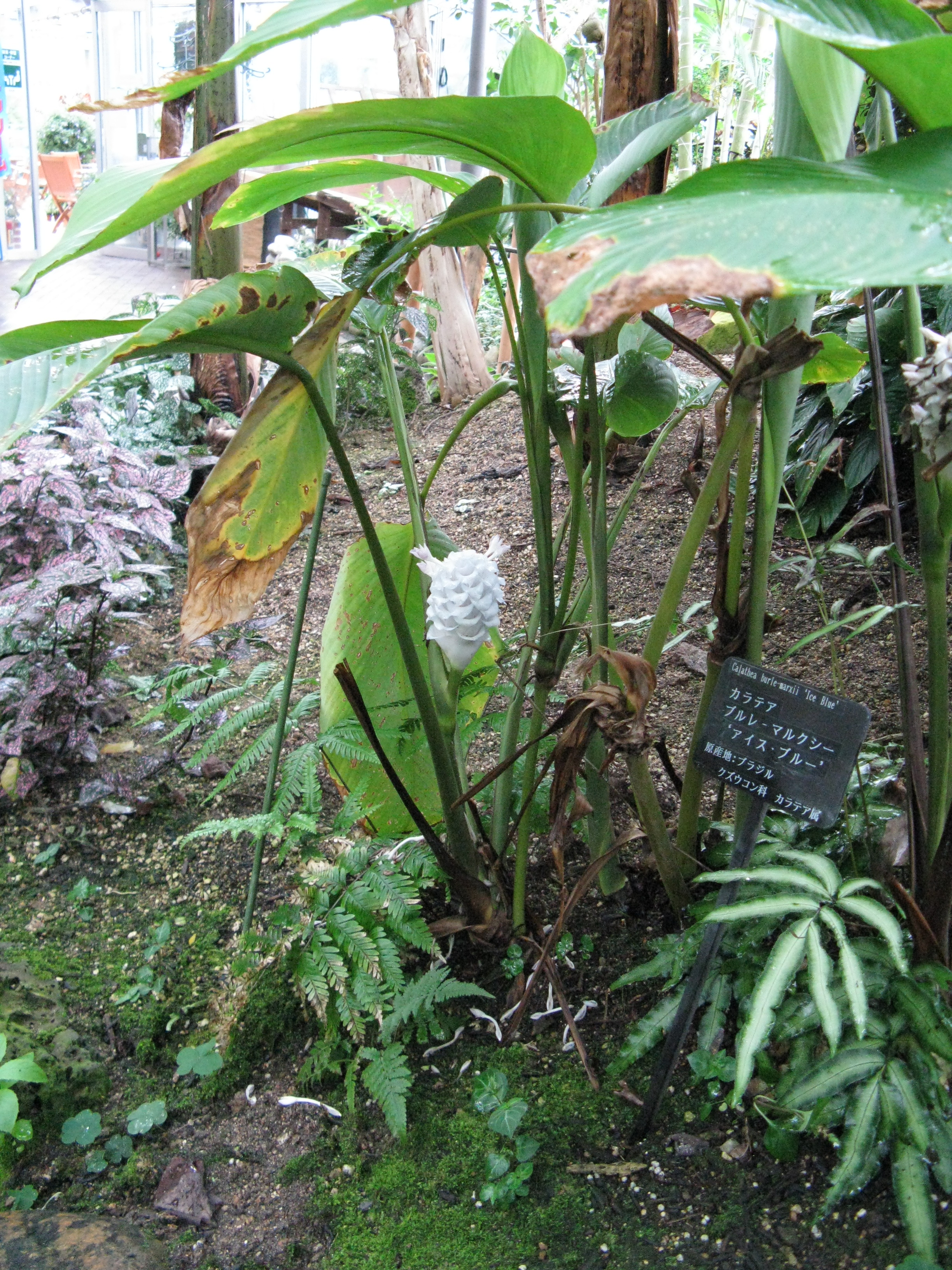
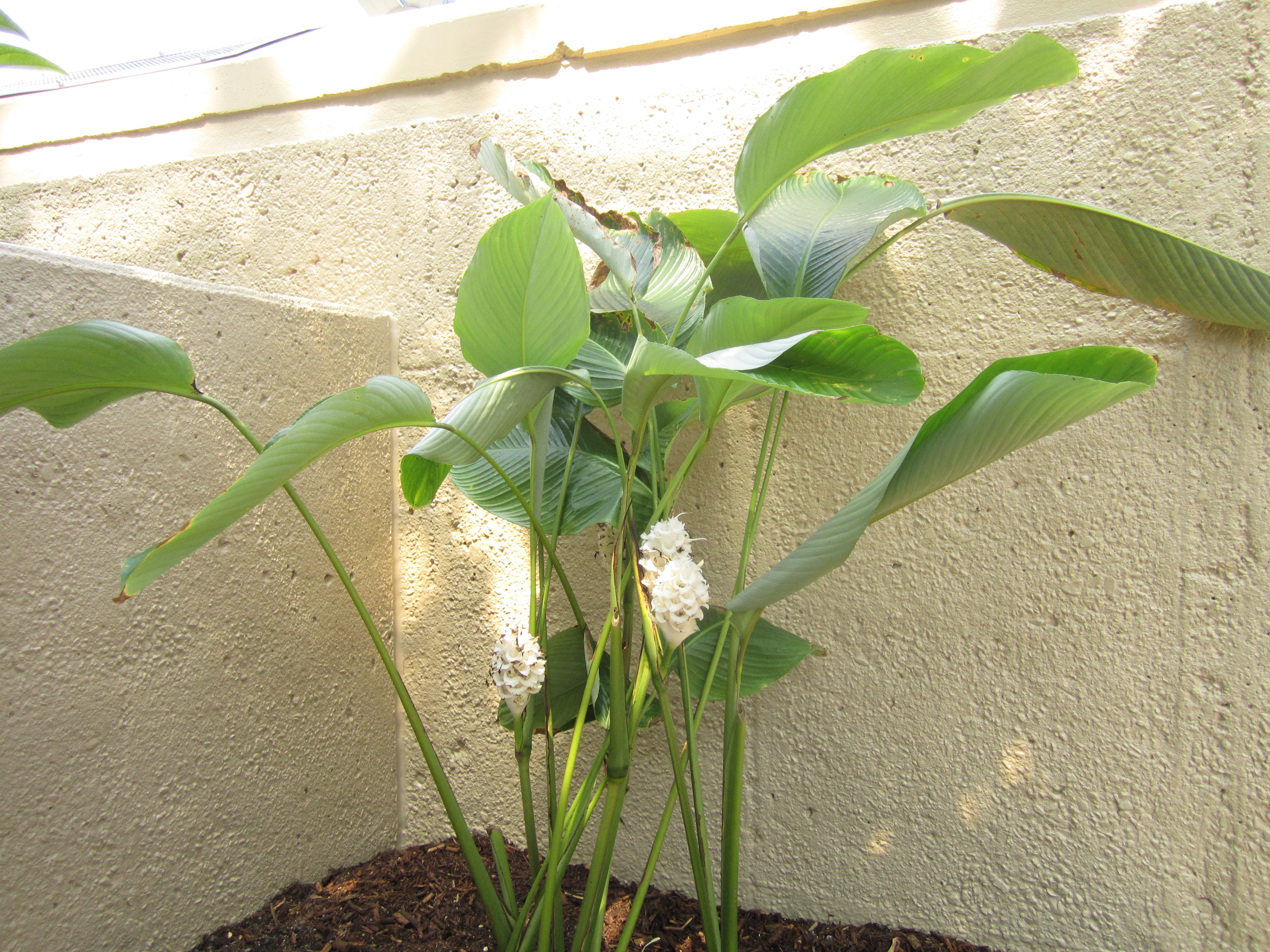